# Kalabarbohne
Die Kalabarbohne, auch Gottesurteilbohne (Physostigma venenosum), ist eine Pflanzenart in der Unterfamilie der Schmetterlingsblütler (Faboideae). Sie ist in Westafrika beheimatet und vor allem auf Grund ihrer Giftigkeit bekannt.

## Beschreibung

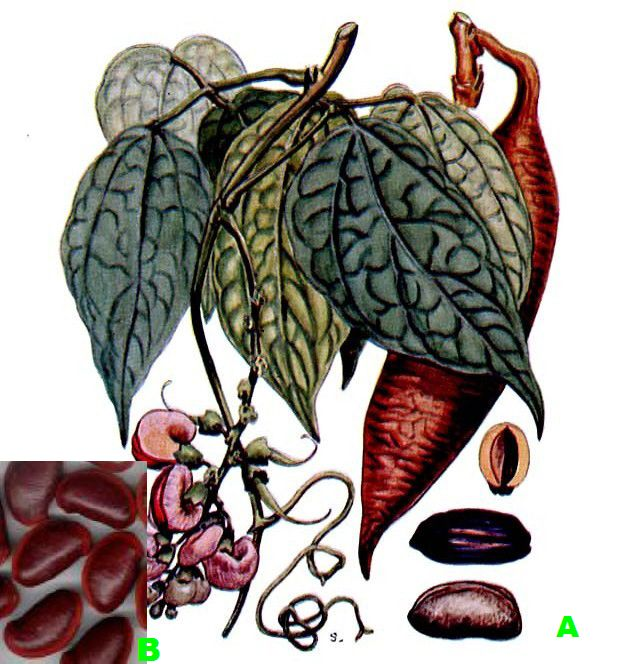

Kalabarbohnen sind mehrjährige Kletterpflanzen mit verholzendem Stamm (Lianen), die eine Länge von bis zu 15 Meter erreichen. Der Stammdurchmesser beträgt bis zu 5 Zentimeter.
Die wechselständigen und gestielten Laubblätter sind unpaarig, dreiteilig gefiedert. Die Blättchenspreiten sind eiförmig und zugespitzt. Die ganzrandigen Blättchen sind kurz gestielt und es sind kleine Nebenblättchen und Nebenblätter vorhanden.
Die seitenständigen, gestielten und herabhängenden, vielblütigen traubigen Blütenstände sind lang. Die zickzackförmige Rhachis ist mit knöllchenförmigen Knoten übersät. Die Tragblätter fallen in einem frühen Stadium der Anthese ab.
Die typischen, bis 2,5 Zentimeter langen Schmetterlingsblüten sind schneckenartig eingerollt. Schiffchen und Flügel der Blüten sind dunkelpurpurfarben. Die Fahne ist gefaltet, zurückgebogen und von hellerer Färbung. Schiffchen und Flügel sind fast vollständig von der Fahne verdeckt. Das Schiffchen ist an der Spitze spiralig verdreht.
Der Stempel hat einen gestielten Fruchtknoten mit einem schlanken Griffel, der mit dem Schiffchen gebogen ist. Er ist oben auf der Innenseite bartartig behaart. Der Griffel hat eine geweitetes, dreieckiges, flügelartiges Anhängsel hinter der Narbe. Es ist ein Diskus vorhanden.
Die dicken, braunen und bespitzten Hülsenfrüchte sind bis zu 15–17 Zentimeter lang. Jede Frucht enthält zwei oder drei Samen. Die tief schokoladenbraunen Samen sind bei einer Länge von etwa 2,5 Zentimeter schwach nierenförmig mit abgerundeten Enden. Die Oberfläche ist glatt und teilweise glänzend. An der Stelle, wo der Samen an der Plazenta angewachsen war, bleibt eine längliche, rinnige Narbe zurück (Hilum).
Die Früchte schwimmen und die Ausbreitung der Diasporen findet so hydrochor statt.

## Vorkommen
Sie ist in einem kleinen Gebiet am Golf von Guinea und im Mündungsdelta des Calabar-Flusses (Cross-River-Ästuar), im Bundesstaat Cross River in Nigeria, endemisch. Sie ist beispielsweise in Indien und Brasilien ein Neophyt.
Die Kalabarbohne wächst an Flussufern, häufig sogar im flachen Wasser, im tropischen Regenwald, wo sie an Bäumen rankt.

## Inhaltsstoffe der Samen
Die Samen der Kalabarbohne sind sehr stark giftig. Die Giftstoffe finden sich ausschließlich in den Samen und dort fast ausschließlich in den Kotyledonen. Alle anderen Pflanzenteile sind ungiftig.
Hauptwirkstoffe der Samen sind: 0,3–0,5 % Alkaloide mit 0,15 % Physostigmin, Geneserin, als Haupt und Nebenalkaloide Eseramin, und Physovenin.
Der früher Calaborin genannte Bestandteil stellt eine Mischung von Spaltprodukten dar. Eine Identität mit Isophysostigmin konnte nicht bestätigt werden, es wurden aber die zwei Nebenalkaloide Calabatin und Calabacin identifiziert.
Vergiftungserscheinungen: Die Wirkung der Kalabarbohnen beruht auf deren Gehalt an Alkaloiden. Das Physostigmin und das Physovenin hemmen die Acetylcholinesterase, während Geneserin und Eseramin unwirksam sind.
Nach Einstäubung einer zu großen Dosis von Physostigmin in den Bindhautsack traten ein mit starkes Unwohlsein, Schweißausbruch, Zittern der Glieder und beschleunigte Herztätigkeit auf. Am nächsten Tag waren die Symptome abgeklungen, jedoch zeigten sich als weitere Folgen Entzündung und Katarrh der ganzen Luftwege, Membranen an den Bindehäuten beider Augen und am Kehlkopf und dementsprechend trat Heiserkeit auf.
Vergiftungen mit Physostigmin sind selten bekannt geworden, es wurde aber eine Vergiftung durch Injektion mit Physostigminsulfat beschrieben. Einige Minuten nach Verabreichung der Injektion stellten sich Krämpfe in den Armen und Beinen ein, und im Gesicht traten Muskelzuckungen auf. Im Laufe einiger weiterer Minuten wurde der Patient blau, die Atmung wurde Immer schwächer, ½ Stunde nach der Injektion hörten Atmung und Herztätigkeit ganz auf.
Die Samen der Kalabarbohne enthalten Stärke (48 Prozent), Schleimstoffe, Proteine (23 Prozent), Fette (2,3 Prozent) und Salze (hauptsächlich Pottasche).
Die Samen enthalten etwas mehr als 1 Prozent an Alkaloiden. Bedeutend ist das Indolalkaloid Physostigmin, das von Julius Jobst und Oswald Hesse im Jahr 1864 aus einer Kalabarbohne isoliert wurde. Ein Jahr später 1865 isolierten Amedee Vee und Manuel Leven den Stoff unabhängig davon und nannten ihn Eserin.
Erich Harnack und Ludwig Witkowski entdeckten im Jahr 1876 ein zweites Alkaloid in der Kalabarbohne und nannten es Calabrin. Calabrin ist dem Strychnin nicht unähnlich. Diese beiden Gifte finden sich ausschließlich in den Samen der Pflanze und dort fast ausschließlich in den Kotyledonen.

## Nutzung
Extrakte aus der Kalabarbohne (lateinisch Semen Calabar oder Semen Physostigmatis) wurden in der Vergangenheit in der Augenheilkunde als Miotikum zur Pupillenverengung eingesetzt. In der europäischen Medizin wird sie erstmals im Jahr 1855 als Miotikum erwähnt. Auch ist Physostigmin ein wirksames Gegengift bei Atropin-Vergiftungen.
Kalabarbohnen wurden auch als Cholinergikum (Parasympathomimetikum) eingesetzt, da Physostigmin als ein Acetylcholinesterase-Inhibitor wirkt.

## Kulturgeschichte
Der erste Europäer, der an Kalabarbohnen gelangte, war im Jahr 1846 William Freeman Daniell. Zuvor wurden die Bohnen von den Eingeborenen als Geheimnis gehütet und nicht an Weiße weitergegeben. Der jeweilige König oder Stammesführer hatte das Monopol auf die Bohnen. Wilde Exemplare wurden ausgerissen und die Bohnen waren sehr teuer.
Die Bohnen wurden vor allem von den Efik verwendet aber augenscheinlich auch gehandelt, da von ähnlichen Ritualen mit Kalabarbohnen auch aus Nord-Nigeria berichtet wird. Die Bohne wurde mutmaßlichen Verbrechern verabreicht um ein Gottesurteil herbeizuführen. Etwa die Hälfte der Personen starb sehr schnell an dem Samen, was als Beweis für die Schuld desjenigen angesehen wurde. Musste sich der Delinquent jedoch übergeben, würgte den Samen heraus und überlebte, galt er als unschuldig. Musste er sich nicht übergeben, bekam lediglich Durchfall und überlebte, galt er als schuldig und wurde als Sklave verkauft.
Die bloße Androhung dieser Form des Gottesurteils galt als so abschreckend, dass die Beschuldigten häufig, auch bei Unschuld, lieber gestanden und eine Wiedergutmachung leisteten.
Ähnliche Rituale sind aus Madagaskar bekannt, wo die giftige Nussfrucht von Tanghinia venenata verwendet wurde. Auch in Sierra Leone gab es einen vergleichbaren Ritus. Hier wurde ein giftiger Tee aus der Rinde von Erythrophlaeum guineense verwendet.
Eine andere Verwendung der Kalabarbohnen lag in einer Form des Duells. Hierbei wurde ein Same in zwei Hälften geteilt und von beiden Teilnehmern gegessen. Nicht selten verstarben allerdings beide Kontrahenten.

## Systematik
Physostigma venenosum wurde im Jahr 1860 von John Hutton Balfour erstbeschrieben. Es ist die Typusart der Gattung Physostigma.

## Etymologie
Der wissenschaftliche Name der Art venenosum stammt aus dem Lateinischen und bedeutet giftig. Der Gattungsname Physostigma ist aus dem Altgriechischen φυσα (phýsa) = Blase und στιγμα (stígma) = Narbe zusammengesetzt, was in der flügelartige Verlängerung hinter der Narbe begründet liegt, die bei einigen Arten der Gattung blasenartig ausgeprägt ist.
Der Trivialname Kalabarbohne hat ihren Namen nach ihrem Standort am Calabar-Fluss. Diese Art wird auch Gottesurteilsbohne genannt, was in den kulturgeschichtlichen Ritualen begründet ist.